# Гологамія
Гологамія (від грец. holos — весь, повний та gamos — шлюб) — найпростіший тип статевого процесу, при якому зливаються не спеціалізовані статеві клітини (гамети), а звичайні вегетативні. На відміну від кон'югації, при гологамії клітини, що зливаються, мають джгутики, однак, відсутні будь-які клітинні покриви.
Гологамія властива деяким колоніальним джгутиковим водоростям, джгутиковим протистам (наприклад, динофлагелятам), а також деяким нижчим грибам (зокрема, хітридіоміцетам).